# Pływanie na Letnich Igrzyskach Olimpijskich 2024 – 100 m stylem grzbietowym kobiet
100 m stylem grzbietowym kobiet – konkurencja pływacka, która odbyła się podczas Letnich Igrzysk Olimpijskich 2024 w Paryżu. Eliminacje i półfinały zostały rozegrane 29 lipca, a finał 30 lipca 2024.

## Terminarz
| Data          | Godzina rozpoczęcia | Runda      |
| ------------- | ------------------- | ---------- |
| 29 lipca 2024 | 11:13               | Eliminacje |
| 29 lipca 2024 | 21:01               | Półfinały  |
| 30 lipca 2024 | 21:00               | Finał      |

## Rekordy
Rekord świata i rekord olimpijski przed rozpoczęciem zawodów:
| Rekord            | Zawodniczka    | Czas  | Miejsce      | Data            |
| ----------------- | -------------- | ----- | ------------ | --------------- |
| Rekord świata     | Regan Smith    | 57,13 | Indianapolis | 18 czerwca 2024 |
| Rekord olimpijski | Kaylee McKeown | 57,47 | Tokio        | 27 lipca 2021   |

W trakcie zawodów ustanowiono następujące rekordy:
| Data     | Etap konkurencji | Zawodniczka    | Czas  | Rekord |
| -------- | ---------------- | -------------- | ----- | ------ |
| 30 lipca | finał            | Kaylee McKeown | 57,33 | OR     |

## Wyniki

### Eliminacje
| Miejsce | Wyścig | Tor | Zawodniczka         | Reprezentacja                    | Czas    | Uwagi |
| ------- | ------ | --- | ------------------- | -------------------------------- | ------- | ----- |
| 1.      | 3      | 4   | Katharine Berkoff   | Stany Zjednoczone                | 57,99   | Q     |
| 2.      | 5      | 4   | Regan Smith         | Stany Zjednoczone                | 58,45   | Q     |
| 3.      | 4      | 4   | Kaylee McKeown      | Australia                        | 58,48   | Q     |
| 4.      | 5      | 5   | Kylie Masse         | Kanada                           | 59,06   | Q     |
| 5.      | 3      | 5   | Emma Terebo         | Francja                          | 59,10   | Q     |
| 6.      | 5      | 6   | Béryl Gastaldello   | Francja                          | 59,31   | Q     |
| 7.      | 4      | 5   | Iona Anderson       | Australia                        | 59,37   | Q     |
| 8.      | 4      | 2   | Carmen Weiler       | Hiszpania                        | 59,57   | Q,    |
| 9.      | 4      | 7   | Roos Vanotterdijk   | Belgia                           | 59,68   | Q     |
| 10.     | 3      | 7   | Kira Toussaint      | Holandia                         | 59,84   | Q     |
| 11.     | 4      | 3   | Wan Letian          | Chiny                            | 59,87   | Q     |
| 12.     | 5      | 3   | Ingrid Wilm         | Kanada                           | 1:00,06 | Q     |
| 13.     | 5      | 2   | Maaike de Waard     | Holandia                         | 1:00,12 | Q     |
| 14.     | 4      | 6   | Wang Xueer          | Chiny                            | 1:00,15 | Q     |
| 15.     | 4      | 1   | Louise Hansson      | Szwecja                          | 1:00,26 | Q     |
| 16.     | 3      | 3   | Danielle Hill       | Irlandia                         | 1:00,40 | Q     |
| 17.     | 5      | 7   | Adela Piskorska     | Polska                           | 1:00,47 |       |
| 18.     | 3      | 2   | Kathleen Dawson     | Wielka Brytania                  | 1:00,69 |       |
| 19.     | 3      | 6   | Medi Harris         | Wielka Brytania                  | 1:00,85 |       |
| 20.     | 5      | 1   | Anastasija Szkurdaj | Indywidualni sportowcy neutralni | 1:00,94 |       |
| 21.     | 3      | 1   | Celia Pulido        | Meksyk                           | 1:01,10 |       |
| 22.     | 5      | 8   | Nika Szarafutdinowa | Ukraina                          | 1:01,47 |       |
| 23.     | 4      | 8   | Emma Harvey         | Bermudy                          | 1:01,78 | NR    |
| 24.     | 3      | 8   | Gabrieła Georgiewa  | Bułgaria                         | 1:02,16 |       |
| 25.     | 2      | 5   | Aviv Barzelay       | Izrael                           | 1:02,30 |       |
| 26.     | 2      | 4   | Xeniya Ignatova     | Kazachstan                       | 1:02,51 |       |
| 27.     | 2      | 6   | Zuri Ferguson       | Trynidad i Tobago                | 1:02,75 |       |
| 28.     | 2      | 2   | Lucero Mejía        | Gwatemala                        | 1:03,42 |       |
| 29.     | 2      | 3   | Cindy Cheung        | Hongkong                         | 1:03,45 |       |
| 30.     | 1      | 4   | Ganga Senavirathne  | Sri Lanka                        | 1:04,26 |       |
| 31.     | 2      | 8   | Amani Al-Obaidli    | Bahrajn                          | 1:04,27 |       |
| 32.     | 2      | 1   | Celina Márquez      | Salwador                         | 1:04,55 |       |
| 33.     | 2      | 7   | Elizabeth Jiménez   | Dominikana                       | 1:04,99 |       |
| 34.     | 1      | 3   | Denise Donelli      | Mozambik                         | 1:08,73 |       |
| 35.     | 1      | 5   | Aýnura Primowa      | Turkmenistan                     | 1:10,17 |       |
| 36.     | 1      | 6   | Maleek Al-Mukhtar   | Libia                            | 1:10,99 |       |

### Półfinały
| Miejsce | Wyścig | Tor | Zawodniczka       | Reprezentacja     | Czas    | Uwagi |
| ------- | ------ | --- | ----------------- | ----------------- | ------- | ----- |
| 1.      | 1      | 4   | Regan Smith       | Stany Zjednoczone | 57,97   | Q     |
| 2.      | 2      | 5   | Kaylee McKeown    | Australia         | 57,99   | Q     |
| 3.      | 2      | 4   | Katharine Berkoff | Stany Zjednoczone | 58,27   | Q     |
| 4.      | 2      | 6   | Iona Anderson     | Australia         | 58,63   | Q     |
| 5.      | 1      | 5   | Kylie Masse       | Kanada            | 58,82   | Q     |
| 6.      | 1      | 7   | Ingrid Wilm       | Kanada            | 59,10   | Q     |
| 7.      | 1      | 3   | Béryl Gastaldello | Francja           | 59,29   | Q     |
| 8.      | 2      | 3   | Emma Terebo       | Francja           | 59,50   | Q     |
| 9.      | 1      | 6   | Carmen Weiler     | Hiszpania         | 59,72   |       |
| 10.     | 2      | 2   | Roos Vanotterdijk | Belgia            | 59,86   |       |
| 11.     | 1      | 1   | Wang Xueer        | Chiny             | 59,89   |       |
| 12.     | 2      | 7   | Wan Letian        | Chiny             | 1:00,06 |       |
| 13.     | 2      | 1   | Maaike de Waard   | Holandia          | 1:00,22 |       |
| 14.     | 1      | 2   | Kira Toussaint    | Holandia          | 1:00,37 |       |
| 15.     | 2      | 8   | Louise Hansson    | Szwecja           | 1:00,47 |       |
| 16.     | 1      | 8   | Danielle Hill     | Irlandia          | 1:00,80 |       |

### Finał
| Miejsce | Tor | Zawodniczka       | Reprezentacja     | Czas  | Uwagi |
| ------- | --- | ----------------- | ----------------- | ----- | ----- |
| 1 !     | 5   | Kaylee McKeown    | Australia         | 57,33 | , =   |
| 2 !     | 4   | Regan Smith       | Stany Zjednoczone | 57,66 |       |
| 3 !     | 3   | Katharine Berkoff | Stany Zjednoczone | 57,98 |       |
| 4.      | 2   | Kylie Masse       | Kanada            | 58,29 |       |
| 5.      | 6   | Iona Anderson     | Australia         | 58,98 |       |
| 6.      | 7   | Ingrid Wilm       | Kanada            | 59,25 |       |
| 7.      | 8   | Emma Terebo       | Francja           | 59,40 |       |
| 8.      | 1   | Béryl Gastaldello | Francja           | 59,80 |       |